# Amt Brüel

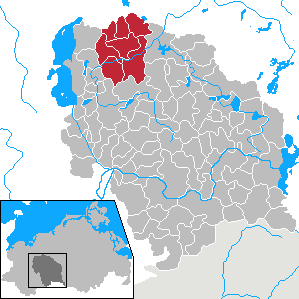
Amt Brüel im Landkreis Parchim

Im Amt Brüel (im Landkreis Parchim in Mecklenburg-Vorpommern) waren die sieben Gemeinden Blankenberg, Stadt Brüel, Kuhlen, Langen Jarchow, Weitendorf, Wendorf und Zahrensdorf zur Erledigung ihrer Verwaltungsgeschäfte zusammengeschlossen. Der Sitz der Amtsverwaltung befand sich in Brüel. Am 13. Juni 2004 fusionierten die Gemeinden Kuhlen und Wendorf zur neuen Gemeinde Kuhlen-Wendorf. Wenige Tage später (am 1. Juli 2004) wurde das Amt Brüel aufgelöst und die verbliebenen sechs Gemeinden in das Amt Sternberger Seenlandschaft eingegliedert.